# Louise Marmont
Louise Marmont, née le 22 mai 1967 à Jönköping, est une curleuse suédoise. 
Elle remporte la médaille de bronze aux Jeux olympiques d'hiver de 1998 à Nagano. Elle est sacrée à quatre reprises championne du monde (1992, 1995, 1998 et 1999) et championne d'Europe (1992, 1993, 1997 et 2000).